# Neobatrachus pelobatoides
Neobatrachus pelobatoides é uma espécie de anfíbio da família Limnodynastidae.
É endémica da Austrália.
Os seus habitats naturais são: florestas temperadas, matagal de clima temperado, matagais mediterrânicos, marismas intermitentes de água doce, áreas rochosas, terras aráveis, pastagens e escavações a céu aberto.